# Kawanishi N1K1
Le Kawanishi N1K1 Kyofu « vent puissant » (Rex) est un hydravion de chasse fabriqué par le Japon pendant la Seconde Guerre mondiale.
Mis trop tardivement en service, le Japon n'ayant plus besoin de ce type d'appareil, il servit de base aux chasseurs terrestres N1K1-J et N1K2-J.
Il fut surnommé « Rex » par les Alliés.

## Conception

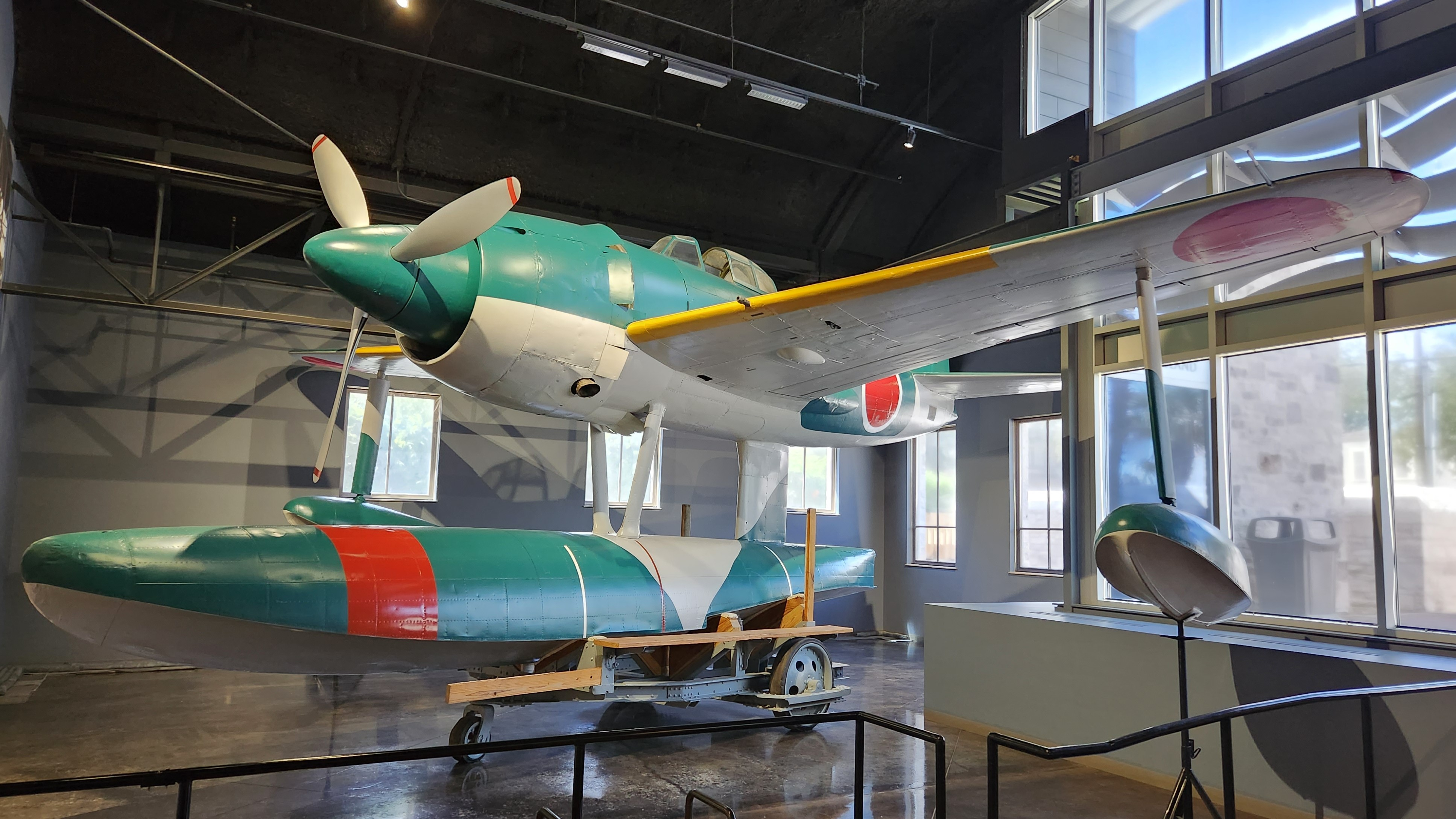
N1K1 Kyōfū (s/n 562) au National Museum of the Pacific War.

L'étude concernant le développement d'un chasseur  ayant pour mission d'assurer la protection des opérations amphibies de débarquement débuta en 1940. Il en résulta le N1K1, un hydravion de chasse doté d'un flotteur central, deux flotteurs de stabilisation et de deux hélices contrarotatives.
Le premier prototype vola pour la première fois le 4 mai 1942. Il était alors équipé d'un moteur Mitsubishi MK4D 14 de 1 460 ch et de deux hélices contrarotatives. Les hélices contrarotatives avaient pour but d'annuler le fâcheux effet de couple que les hélices simples produisaient lors des décollages. Le système à double hélice posa trop de problèmes et les ingénieurs abandonnèrent l'idée et décidèrent de fournir à l'appareil une hélice conventionnelle pour sa fabrication en série. La double hélice ne sera donc présente que chez le premier prototype. Le premier Kyofu entra en service en 1943, or à ce moment-là, le Japon n'était plus en phase de conquête et par conséquent l'appareil n'était plus d'aucune utilité. Seuls 97 appareils seront produits.
Malgré tout, une seconde version fut envisagée. Baptisée N1K2, elle devait être équipée d'un moteur plus puissant mais celle-ci resta à l'état de projet.
Pendant ce temps, en 1942, débute le développement d'une version terrestre pourvue d'un train rétractable sous la désignation N1K1-J qui se révèle plus utile et qui connait une suite avec le N1K2-J. Selon le système de désignation de la Marine impériale japonaise la première lettre du code d'identification de ses avions correspond au type d'appareil : N pour « hydravion de chasse » mais J pour « chasseur terrestre ». Les N1K1-J et N1K2-J reçoivent donc un J en fin de code pour indiquer qu'en tant que chasseurs terrestres ils sont une extrapolation réalisée à partir d'un autre type d'appareil. Leur cellule et leur motorisation se voient donc fortement modifiées, mais ils conservent ainsi ce N en début de code de désignation, dernier souvenir de leur ancêtre maritime.

## Dans la culture populaire
- Le N1K1 Kyofu est présent dans le jeu-vidéo War Thunder. Classé comme Chasseur/Hydravion, il est disponible en milieu de tiers II de l'arbre japonais.
- On peut apercevoir des N1K1 à plusieurs reprises dans les premiers tomes de la série de bandes-dessinées Buck Danny